# Leptomastix calopterus
Leptomastix calopterus är en stekelart som beskrevs av Masi 1921. Leptomastix calopterus ingår i släktet Leptomastix och familjen sköldlussteklar.
Artens utbredningsområde är Libya. Inga underarter finns listade i Catalogue of Life.